# Ferry de Smalen

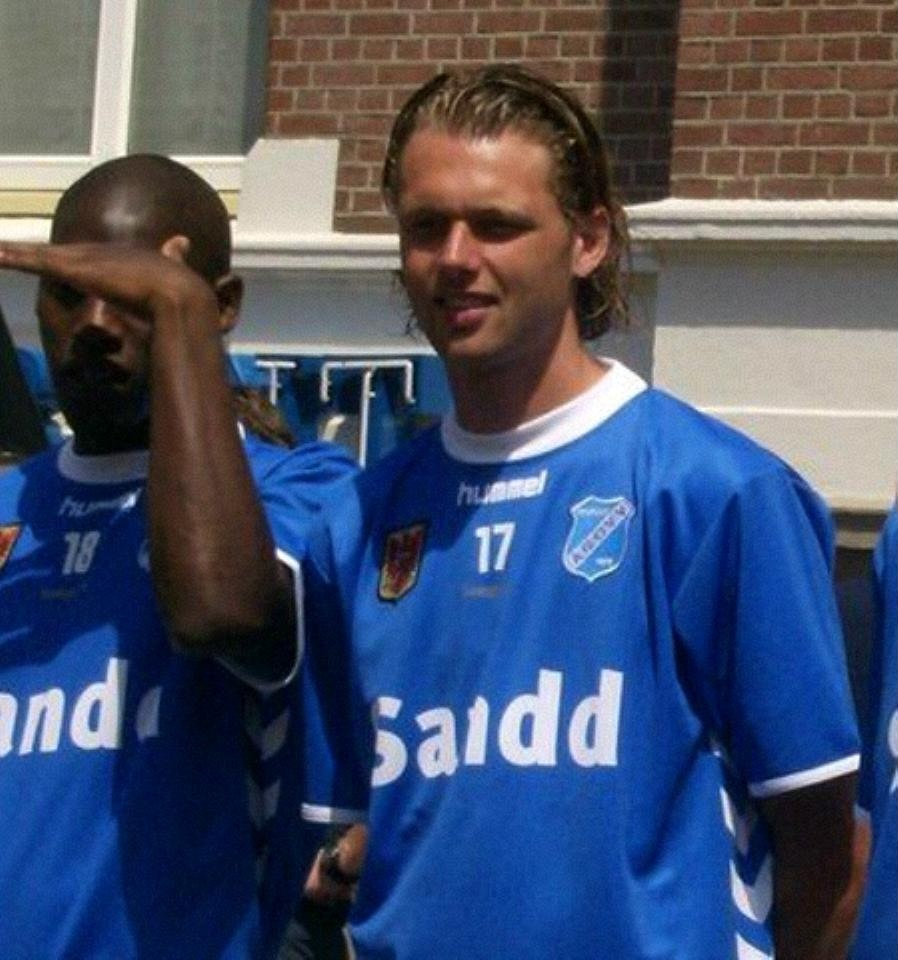
Lion Axwijk en Ferry de Smalen, AGOVV seizoen 07/08

Ferry de Smalen (Amersfoort, 4 november 1984) is een Nederlands oud-profvoetballer die als middenvelder speelde.
De Smalen speelde in de jeugd bij Amsvorde, AFC Quick 1890, Roda '46, FC Utrecht en FC Volendam. Bij USV Elinkwijk ging hij in het eerste team spelen. In het seizoen 2007/08 speelde hij voor AGOVV Apeldoorn met onder andere Dries Mertens en Nacer Chadli. In voorbereiding op het seizoen 2008/09 maakte hij deel uit van team VVCS en verdiende hij een transfer naar China. In het seizoen 2009/10 speelde hij in China voor Beijing AIGO. Tijdens de seizoenen 2010 en 2011 speelde hij voor een korte contractperiode voor FC Tescoma Zlín in Tsjechië en IFK Norrköping in Zweden. In het seizoen 2012/13 keerde hij terug bij zijn oude club USV Elinkwijk. Daarna heeft hij nog aanbiedingen ontvangen van clubs uit Amerika en Vietnam, maar koos hij voor zijn maatschappelijke carrière. 